# Mateo Marić
Mateo Marić (Mostar, 18 marzo 1998) è un calciatore bosniaco, centrocampista dell'Omonia.

## Carriera

### Club
Cresciuto nel settore giovanile dello Široki Brijeg, ha esordito in prima squadra il 21 agosto 2016 disputando l'incontro di Premijer Liga vinto 3-1 contro il Krupa; il 21 gennaio 2021, dopo complessive 72 presenze e 7 reti nella massima serie bosniaca (ed anche 4 partite nei turni preliminari di Europa League) viene acquistato dalla Lokomotiva Zagabria, formazione della massima serie croata.

### Nazionale
Nel 2020 ha giocato 4 partite nella nazionale bosniaca Under-21, tutte valevoli per le qualificazioni agli Europei di categoria dell'anno successivo.

## Statistiche

### Presenze e reti nei club
Statistiche aggiornate al 2 ottobre 2021.
| Stagione             | Squadra              | Campionato           | Campionato | Campionato | Coppe nazionali | Coppe nazionali | Coppe nazionali | Coppe continentali | Coppe continentali | Coppe continentali | Altre coppe | Altre coppe | Altre coppe | Totale | Totale |
| Stagione             | Squadra              | Comp                 | Pres       | Reti       | Comp            | Pres            | Reti            | Comp               | Pres               | Reti               | Comp        | Pres        | Reti        | Pres   | Reti   |
| -------------------- | -------------------- | -------------------- | ---------- | ---------- | --------------- | --------------- | --------------- | ------------------ | ------------------ | ------------------ | ----------- | ----------- | ----------- | ------ | ------ |
| ago. 2016-apr. 2017  | Široki Brijeg        | PL                   | 3          | 0          |                 | -               | -               |                    | -                  | -                  |             | -           | -           | 3      | 0      |
| 2017-2018            | Široki Brijeg        | PL                   | 7          | 1          | CB              | 1               | 0               | UEL                | 0                  | 0                  |             | -           | -           | 8      | 1      |
| 2018-2019            | Široki Brijeg        | PL                   | 26         | 3          | CB              | 6               | 1               | UEL                | 2                  | 0                  |             | -           | -           | 34     | 4      |
| 2019-2020            | Široki Brijeg        | PL                   | 17         | 2          | CB              | 2               | 0               | UEL                | 2                  | 0                  |             | -           | -           | 21     | 2      |
| 2020-gen. 2021       | Široki Brijeg        | PL                   | 19         | 1          | CB              | 1               | 0               |                    | -                  | -                  |             | -           | -           | 20     | 1      |
| Totale Široki Brijeg | Totale Široki Brijeg | Totale Široki Brijeg | 72         | 7          |                 | 10              | 1               |                    | 4                  | 0                  |             | -           | -           | 86     | 8      |
| gen.-mag. 2021       | Lokomotiva Zagabria  | 1.HNL                | 19         | 0          |                 | -               | -               |                    | -                  | -                  |             | -           | -           | 19     | 0      |
| 2021-2022            | Lokomotiva Zagabria  | 1.HNL                | 9          | 0          | CC              | 1               | 0               |                    | -                  | -                  |             | -           | -           | 10     | 0      |
| Totale Lok. Zagabria | Totale Lok. Zagabria | Totale Lok. Zagabria | 28         | 0          |                 | 1               | 0               |                    | -                  | -                  |             | -           | -           | 29     | 0      |
| Totale carriera      | Totale carriera      | Totale carriera      | 100        | 7          |                 | 11              | 1               |                    | 4                  | 0                  |             | -           | -           | 115    | 8      |

### Cronologia presenze e reti in nazionale
| Cronologia completa delle presenze e delle reti in nazionale ― Bosnia ed Erzegovina under 21 | Cronologia completa delle presenze e delle reti in nazionale ― Bosnia ed Erzegovina under 21 | Cronologia completa delle presenze e delle reti in nazionale ― Bosnia ed Erzegovina under 21 | Cronologia completa delle presenze e delle reti in nazionale ― Bosnia ed Erzegovina under 21 | Cronologia completa delle presenze e delle reti in nazionale ― Bosnia ed Erzegovina under 21 | Cronologia completa delle presenze e delle reti in nazionale ― Bosnia ed Erzegovina under 21 | Cronologia completa delle presenze e delle reti in nazionale ― Bosnia ed Erzegovina under 21 | Cronologia completa delle presenze e delle reti in nazionale ― Bosnia ed Erzegovina under 21 |
| Data                                                                                         | Città                                                                                        | In casa                                                                                      | Risultato                                                                                    | Ospiti                                                                                       | Competizione                                                                                 | Reti                                                                                         | Note                                                                                         |
| -------------------------------------------------------------------------------------------- | -------------------------------------------------------------------------------------------- | -------------------------------------------------------------------------------------------- | -------------------------------------------------------------------------------------------- | -------------------------------------------------------------------------------------------- | -------------------------------------------------------------------------------------------- | -------------------------------------------------------------------------------------------- | -------------------------------------------------------------------------------------------- |
| 4-9-2020                                                                                     | Zenica                                                                                       | Bosnia ed Erzegovina under 21                                                                | 1 – 0                                                                                        | Galles under 21                                                                              | Qual. Europeo Under-21 2021                                                                  | -                                                                                            | 63’                                                                                          |
| 8-9-2020                                                                                     | Chișinău                                                                                     | Moldavia under 21                                                                            | 1 – 1                                                                                        | Bosnia ed Erzegovina under 21                                                                | Qual. Europeo Under-21 2021                                                                  | -                                                                                            |                                                                                              |
| 13-10-2020                                                                                   | Fürth                                                                                        | Germania under 21                                                                            | 1 – 0                                                                                        | Bosnia ed Erzegovina under 21                                                                | Qual. Europeo Under-21 2021                                                                  | -                                                                                            | 33’ 83’                                                                                      |
| 17-11-2020                                                                                   | Sarajevo                                                                                     | Bosnia ed Erzegovina under 21                                                                | 3 – 2                                                                                        | Belgio under 21                                                                              | Qual. Europeo Under-21 2021                                                                  | -                                                                                            | 80’                                                                                          |
| Totale                                                                                       |                                                                                              | Presenze                                                                                     | 4                                                                                            |                                                                                              | Reti                                                                                         | 0                                                                                            |                                                                                              |

## Palmarès

### Club

#### Competizioni nazionali
- Coppa della Bosnia ed Erzegovina: 1

Široki Brijeg: 2016-2017